# جائزة إسبانيا الكبرى للدراجات النارية 2014
جائزة إسبانيا الكبرى للدراجات النارية 2014 هو سباق دراجات نارية أقيم بتاريخ 4 مايو 2014 في حلبة خيريز، شريش، إسبانيا. كان الجولة الرابعة من أصل 18 في سباق الجائزة الكبرى للدراجات النارية موسم 2014. فاز الإسباني مارك ماركيث بفئة الموتو جي بي بينما جاء الإيطالي فالنتينو روسي في المركز الثاني وحصل على المركز الثالث الإسباني داني بيدروسا.

## وصلات خارجية
- الموقع الرسمي